# Teratoneura
Teratoneura is een geslacht van vlinders uit de familie Lycaenidae. De wetenschappelijke naam van het geslacht is voor het eerst geldig gepubliceerd in 1909 door Gerald Cecil Dudgeon.
De typesoort van het geslacht is Teratoneura isabellae Dudgeon, 1909

## Soorten
- Teratoneura congoensis Stempffer, 1954
- Teratoneura isabellae Dudgeon, 1909
- Teratoneura zambiae Sáfián & Collins, 2014